# Monumentul „Mileniul Rusiei”

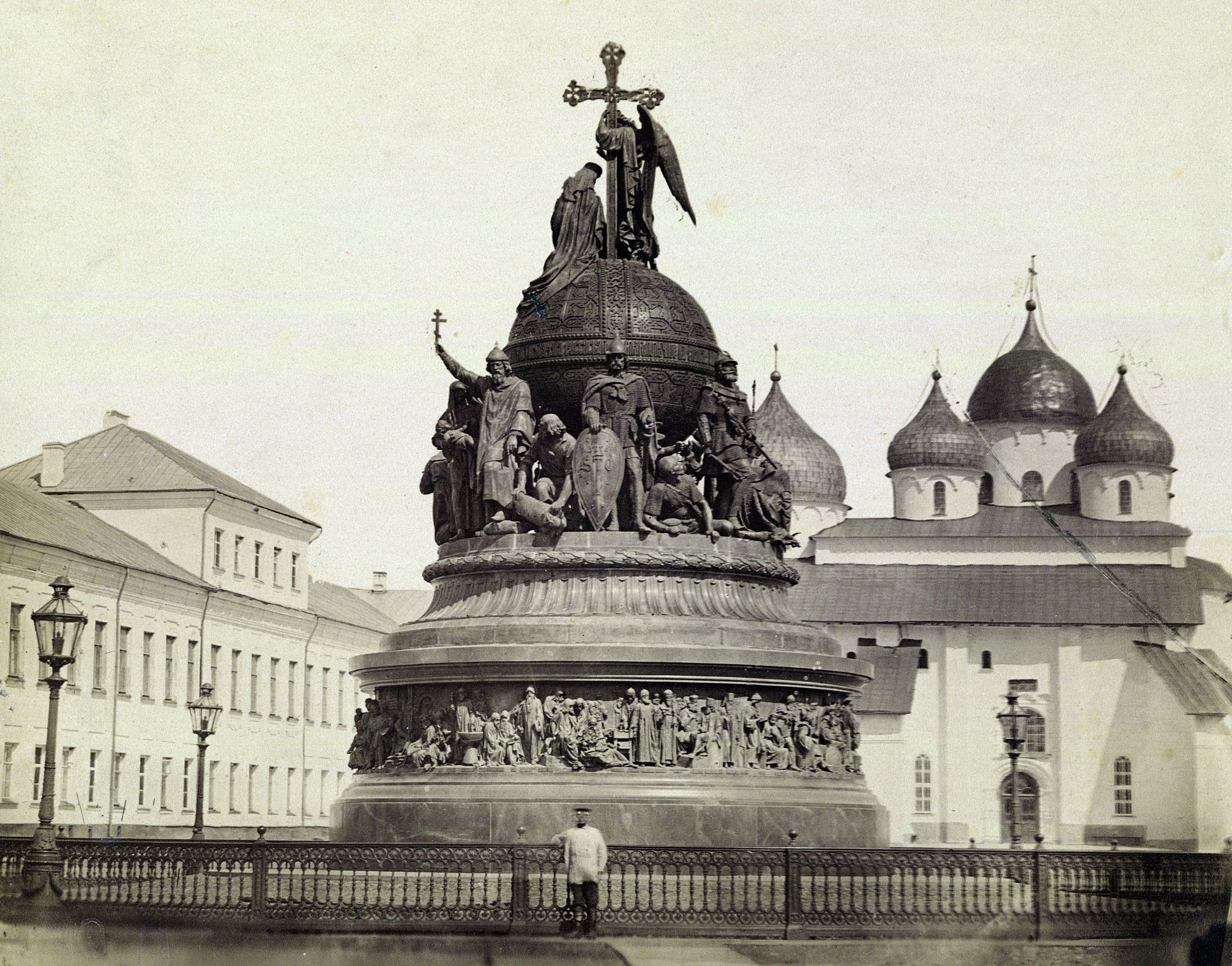

Mileniul Rusiei este un monument situat în fața Catedralei Sfânta Sofia din Novgorod, Rusia. Acesta a fost ridicat în anul 1862 pentru a marca un mileniu de la începutul domniei lui Ruric la Novgorod, o întâmplare adesea văzută ca începutul statului rus.  